# Gavin Bazunu
Gavin Okeroghene Bazunu (* 20. února 2002 Dublin) je irský profesionální fotbalový brankář, který chytá za anglický klub Southampton FC a za irskou reprezentaci.

## Klubová kariéra
Bazunu zahájil svou kariéru v klubu Shamrock Rovers, v jehož A-týmu debutoval v červnu 2018 ve věku 16 let.
V únoru 2019 přestoupil do Manchesteru City. Sezonu 2020/21 strávil na hostování v třetiligovém Rochdale a sezonu 2021/22 pak v rovněž třetiligovém Portsmouthu.
Dne 17. června 2022 přestoupil Bazunu za údajnou částku 12 milionů liber do prvoligového Southamptonu, kde podepsal pětiletou smlouvu.

## Reprezentační kariéra
V březnu 2021 byl poprvé povolán do irské reprezentace, a to na zápasy kvalifikace na mistrovství světa 2022. Svůj reprezentační debut si odbyl 27. března 2021 v utkání proti Lucembursku (1:0).

## Statistiky

### Klubové
| Klub               | Sezóna  | Liga              | Liga   | Liga | Národní pohár | Národní pohár | Ligový pohár | Ligový pohár | Evropské poháry | Evropské poháry | Celkem | Celkem |
| Klub               | Sezóna  | Liga              | Zápasy | Góly | Zápasy        | Góly          | Zápasy       | Góly         | Zápasy          | Góly            | Zápasy | Góly   |
| ------------------ | ------- | ----------------- | ------ | ---- | ------------- | ------------- | ------------ | ------------ | --------------- | --------------- | ------ | ------ |
| Shamrock Rovers    | 2018    | League of Ireland | 4      | 0    | 0             | 0             | 0            | 0            | 2               | 0               | 6      | 0      |
| Rochdale (host.)   | 2020/21 | League One        | 29     | 0    | 1             | 0             | 2            | 0            | —               | —               | 32     | 0      |
| Portsmouth (host.) | 2021/22 | League One        | 44     | 0    | 2             | 0             | 0            | 0            | —               | —               | 46     | 0      |
| Southampton        | 2022/23 | Premier League    | 19     | 0    | 1             | 0             | 2            | 0            | —               | —               | 22     | 0      |
| Celkem             | Celkem  | Celkem            | 96     | 0    | 4             | 0             | 4            | 0            | 2               | 0               | 106    | 0      |

### Reprezentační
| Irsko  | Irsko  | Irsko |
| Rok    | Zápasy | Góly  |
| ------ | ------ | ----- |
| 2021   | 10     | 0     |
| 2022   | 3      | 0     |
| Celkem | 13     | 0     |

## Ocenění

### Individuální
- Hráč sezóny Portsmouthu: 2021/22[11]
- Jedenáctka sezóny EFL League One: 2021/22[12]